# Angkor Thom
Angkor Thom (kmerski za "Veliki grad") je posljednji veliki i najdugovječniji glavni grad Kmerskog Carstva. Osnovao ga je kralj Jayavarman VII. koncem 12. stoljeća unutar okvira grada Angkora čiji su spomenici, uključujući Angkor Thom, 1992. godine upisani na UNESCO-ov popis mjesta svjetske baštine u Aziji i Oceaniji.
Angkor Thom se prostire na 9 km², a u središtu mu se nalazi hramski kraljevski kompleks Bayon, dok su ostale značajne građevine skupljene oko "Pobjedničkog trga" malo sjevernije. Angkor Thom je bio prijestolnicom Kmerskog Carstva, izgrađen preko još starije prijestolnice, Yasodharapure, koja se prostire prema sjeveru. Zapravo su ga Kmeri dugo i zvali starim imenom, a ime Angkor Thom se koristi tek od 16. stoljeća. Od starijih građevina u gradu sačuvani su hramovi Baphuon i Phimeanakas koji su uklopljeni u kraljevsku palaču.
Posljednja građevina izgrađena u Angkor Thomu je bio hram Mangalartha iz 1295. godine. Od tada su ove građevine bile održavane, no sve manje i manje dok nisu potpuno napuštene prije 1609. godine kada ga je jedan zapadnjački posjetitelj opisao kao napušten grad, "fantastičan poput Platonove Atlantide".
Vjeruje se da je Angkor Thom na vrhuncu moći imao oko 80.000-150.000 stanovnika.

## Odlike
Pored navedenih hramova u Angkor Thomu se nalaze i:
- Terasa slonova, koju je koristio kralj Jayavarman VII. kao platformu s koje je vršio smotru svoje vojske na povratku iz ratova. Ona je duga 350 m, a ime je dobila po velikim raskošnim isklesanim slonovima na njenom istočnom pročelju.
- Terasa kralja gubavca (Preah Learn Sdech Kunlung)  se nalazi na sjeverozapadnom kutu Trga pobjede, a njezin naziv potječe od skulpture iz 15. st. koja prikazuje hinduističkog boga smrti Jama, koji je nazvan "kraljem-gubavcem" jer je na njemu rasla mahovina koja je podsjećala na lepru, a u kmerskim legendama je postojao kralj Dharmaraja koji je imao ovu bolest kože.
- Khleangzi ("skladišta") su dvije građevine nepoznate finkcije koje se nalaze na istočnoj strani Trga pobjede, odmah iza tornja Prasat Suor Prat
- Phimeanakas ili Vimeanakas ("Nebeski hram") je hinduistički hram iz 10. stoljeća u obliku trokatne piramide, baze 36 x 28 m, na čijem vrhu je bio toranj s nekad zlatnom kupolom. Prema kmerskoj tradiciji, koju je zabilježio kineski veleposlanik Zhou Daguan 1297. god., u njegovom tornju je kralj provodio prvu stražu svake noći sa ženom koja je predstavljala mitsku Nāga zmiju, i tada ni kraljica ih nije smjela ometati. Ako se Nāga ne bi pojavila, kralju bi dnai bili odbrojani, a ako pak kralj ne bi došao, nesreća bi zadesila zemlju.
- Preah Palilay je hram, 400 m sjeverno od Phimeanakasa, koji ima terasu (8,5 x 30 m) s balustradom sedam glava na istoku koju čuvaju dva obezglavljena demona Dvarapala i lav, te 33 metra dug prolaz koji ga povezuje s gopurom (tornjem u obliku dimnjaka) od pješćenjaka.
- Preah Pithu je kompleks pet hramova sjeveroistočno od Bayona od kojih su četiri hinduistička, izgrađeni u isto vrijeme, i jedan budistički, izgrađen kasnije. Danas su u prilično lošem stanju.
- Kameni most (Spean Thma) povezuje Angkor Thom s Istočnim Barayom (dolemim vještačkim bazenom koji se vidi iz svemira). On ima 14 uskih lukova promjera 1,1 m.

- Terasa slonova
- "Kralj gubavac"
- Phimeanakas
- Spean Thma
- Monasi ispred hrama Preah Palilay